# Dragojevac (Arilje)
Pour les articles homonymes, voir Dragojevac.
Dragojevac (en serbe cyrillique : Драгојевац) est un village de Serbie situé dans la municipalité d'Arilje, district de Zlatibor. Au recensement de 2011, il comptait 266 habitants.
L'église de la Sainte-Ascension-de-Notre-Seigneur à Dragojevac a été construite en 1924 sur les vestiges d'une église remontant XIIIe siècle.

## Démographie

### Évolution historique de la population
| 1948 | 1953 | 1961 | 1971 | 1981 | 1991 | 2002 | 2011 |
| ---- | ---- | ---- | ---- | ---- | ---- | ---- | ---- |
| 525  | 513  | 470  | 436  | 390  | 356  | 312  | 266  |

|  |